# Incilius intermedius
Incilius intermedius es una especie de anfibio anuro de la familia de sapos Bufonidae. Es una especie de la que se desconoce prácticamente todo, y se duda de su validez taxonómica. No está asociada a ninguna población conocida de animales, y su distribución se presume que es en México o América Central, aunque la descripción original decía que era los Andes de Ecuador. 